# HotNewHipHop
HotNewHipHop (w skrócie  HNHH) – kanadyjska publikacja online poświęcona muzyce hip-hopowej, w tym recenzjom płytowym, koncertom i wiadomościom z rynku muzycznego. Istnieje od 2007 roku. Należy do najpopularniejszych stron specjalizujących się w muzyce i kulturze hip-hopowej, obok AllHipHop, HipHopDX, DatPiff i Vibe. Była kilkakrotnie nominowana do nagrody BET Hip Hop Awards w kategoriach: Best Hip Hop Platform i Best Hip Hop Online Site/App.

## Historia
HotNewHipHop założył w 2007 roku Saro Derbedrossian, ormiański emigrant z Libanu, który 12 lat wcześniej przyjechał do Kanady na studia. Po przyjeździe zamieszkał w Montrealu, gdzie zapisał się na studia w miejscowej John Molson School of Business. Jednak po kilku latach wraz z przyjacielem zajął się biznesem. Jego pierwszym projektem było stworzenie forum internetowego poświęconego hip-hopowi, pomimo że – jak stwierdził w wywiadzie dla portalu PAN M 360 – początkowo nie był fanem tego gatunku. Interesował się jednak siecią i ostatecznie połączył to zainteresowanie z zamiłowaniem do muzyki, które z czasem w nim się rozwinęło. Przed pandemią COVID-19, która zmusiła firmę do tymczasowych zwolnień, HNHH zatrudniała około 20 pracowników między siedzibą główną w Montrealu (w dzielnicy Saint-Laurent) a biurem w Nowym Jorku. Choć najważniejsze sceny hip-hopowe znajdują się w Nowym Jorku, Los Angeles, Atlancie czy Toronto, Derbedrossian nigdy nie rozważał przeniesienia siedziby HNHH w inne miejsce.

## Profil
HotNewHipHop prezentuje najnowsze wiadomości z muzyki hip-hop (utwory, mixtape’y i albumy). Zajmuje się też rozrywką, sportem i modą związaną z kulturą hip-hopu. Ma ponad 12 milionów unikalnych użytkowników miesięcznie. Wspiera utalentowanych i obiecujących artystów, prezentując ich muzykę miłośnikom hip-hopu. Według swego założyciela HNHH pomógł niektórym artystom (The Weeknd, Tyga, Chris Brown, Wiz Khalifa, Post Malone) osiągnąć sławę, udostępniając ich utwory lub oferując im platformę.
Od 7 grudnia 2007 roku HNHH ma swój oficjalny kanał na YouTube, oferuje również aplikację mobilną.
W sierpniu 2023 roku serwis rankingowy SimilarWeb wymienił jako głównych konkurentów HotNewHipHop: HipHopDX, AllHipHop, Vibe i DatPiff.

### Serie wideo
Oprócz działalności publicystycznej HNHH produkuje również serie wideo, między innymi: How To Roll, On The Come Up i HNHH Snack Review.

### Mixtape’y
HNHH wydał własnym nakładem dwa mixtape’y: Diary Of A Mad Man Tanka i Hou$e On The Hill Ty$-a (oba w 2011 roku).

## Nagrody i wyróżnienia
HotNewHipHop był kilkakrotnie nominowany do nagrody BET Hip Hop Awards w kategorii: Best Hip Hop Platform (najlepsza platforma hip-hopowa) oraz w kategorii: Best Hip Hop Online Site/App (najlepsza strona/aplikacja hip-hopowa).